# 和田鶴蔵
和田 鶴蔵（わだ つるぞう、1906年10月29日 - 1992年10月19日）は、日本の法学者。

## 略歴
兵庫県出身。立命館大学法学部卒、1970年「国民の一般的基本義務と教育」で法学博士。神戸大学教育学部助教授、教授を務め、1970年定年退官、名誉教授、近畿大学法学部教授となる。1983年退職。憲法・教育が専門。

## 著書
- 『系統的公民科倫理教育受験提要』啓文社 1940
- 『日本国憲法要義』三和書房 1949
- 『法学概論』三和書房 1953
- 『社会科教育論』三和書房 1957
- 『社会科学習指導論 社会科教育論 2』三和書房 1959
- 『社会科学習形態論 社会科教育論 第3』関書院 1960
- 『家族関係要論』三和書房 1962
- 『社会科教育原論』晃洋書房 1963
- 『国民の一般的基本義務と教育 日本国憲法第十二条の研究』三和書房 1965
- 『平等意識の実態 兵庫県香住町・神岡町等の実態調査』三和書房 1965
- 『教育行政法の諸問題』三和書房 1966
- 『社会科学習指導要説』三和書房 1966
- 『教育と平和憲法』 (新文化選書) 法律文化社 1967
- 『社会科教育随想』三和書房 1967
- 『憲法と男女平等』法律文化社 1969
- 『日本国憲法の平等原理』三和書房 1971
- 『日本国憲法要論 上巻』法律文化社 1972
- 『社会科教育原論』晃洋書房 1972
- 『国民主権と永久平和 憲法講義 2』三和書房 1973
- 『法学序説』晃洋書房 1973

### 共編
- 『部落問題論』中村拡三共編 学術図書出版社 1984

## 論文
- ＜和田鶴蔵